# 鄧攸
鄧攸（3世紀—326年5月22日），字伯道，平陽襄陵（今山西襄汾東北）人。祖父鄧殷，官至中庶子。晉朝官員，得司馬越器重，後轉河東太守，一度遭石勒所擄，後南奔東晉，官至尚書僕射。鄧攸南奔期間曾棄自己親子以撫育亡弟之子。

## 生平
鄧攸七歲時喪父，母親及祖母不久亦死，少孤的鄧攸弟弟同居，並為父母及祖母合共守了九年喪，以孝見稱。昔日，祖父鄧殷有賜官，由鄧攸接受。鄧攸長大後，平陽太守打算舉他為孝廉，於是勸鄧攸辭去所賜王官職位，但鄧攸認為這是先人所賜，拒絕了。一次，鄧攸去見鎮軍將軍賈混，賈混讓鄧攸去審理訟案，讓鄧攸作出判決。不過鄧攸卻不看，說：「孔子說過；『我審案和其他人一樣，但我想作的是讓訟案消失。』」賈混認為他很特別，將女兒嫁了給他。後鄧攸獲中正舉為灼然二品，授官吳王文學。後轉任太子洗馬，又轉為東海王司馬越的參軍。東海王越欽佩他的為人，特別讓他任東海世子文學、吏部郎。後曾任司馬騰長史，轉任河東太守。
永嘉末年，鄧攸遭石勒部隊所俘，而石勒怨恨諸二千石官，聽聞鄧攸在營中就命人召他來，想要殺死他。鄧攸去到後，守門人是攸當吏部郎時的守門者，記得鄧攸，而鄧攸又求紙筆作辭。守門人等到石勒心情好時將文辭呈上，石勒看重這份文辭，就不殺他。石勒倚重的長史張賓曾和鄧攸是鄰舍，看重鄧攸的名氣和操守，故就向石勒稱許他。石勒遂召他見面，談話後甚為高興，遂以鄧攸為參軍，賜車馬。然後石勒四出攻戰時都會帶著鄧攸，置於車營中。石勒軍中有夜間禁火的禁令，觸犯者都要處死。一晚鄧攸鄰車的胡人失火把車燒了，被查問下竟然誣陷鄧攸，鄧攸見無法爭辯，就認了罪。鄧攸雖得石勒赦免，但胡人受鄧攸感動，於是自己向石勒言明一切，另外就偷偷給鄧攸送上馬驢。石勒渡過泗水後，鄧攸將車弄壞，用牛馬載著妻兒逃亡，不過路上遇到賊匪，牛馬被搶，眾人只能徒步走，用擔子揹著兒子及弟弟遺子鄧綏一起走。路上，鄧攸認為不能同時養活兩個小孩，於是向妻子說要丟棄親兒而養鄧綏，其妻哭著聽從。不過，其子還是跟到他們，鄧攸翌日更狠心將親兒綁在樹上才走。
鄧攸一直走到新鄭，投靠李矩，在那待了三年，然後想離開，但李矩不准。後來鄧攸還是偷偷走到荀組駐守的許昌，李矩很恨他，但很久以後還是將留住的家屬送還給他。後鄧攸南渡江東，晉元帝以鄧攸為太子中庶子。
吳郡太守缺位，有很多人都去做，而元帝就以鄧攸居之。鄧攸自載米糧過去，不收俸祿，只用吳郡的水。吳郡饑荒時鄧攸上表求賑災，但未等到回覆就自行決定開倉派米賑濟災民。朝廷為饑荒而派往撫慰的散騎常侍桓彝等去到就彈劾鄧攸擅自開倉，不過及後就有詔命免其罪。鄧攸在吳郡期間刑政清明，百姓亦很高興，至他因病離職時常有人送很多錢來，但鄧攸一無所受，坐船離開時有數千人送別並拉著鄧攸的船不想他走，鄧攸無法前進唯有等夜間才離去。吳郡百姓更向朝廷請求讓鄧攸多留一年，但不獲許。
鄧攸後拜侍中，轉吏部尚書。永昌元年（322年），周顗為王敦所殺，鄧攸接任護軍將軍。太寧二年（324年），晉明帝欲討伐王敦，以鄧攸為會稽太守。王敦自永昌元年攻下建康起，中外兵力數量每個月都會報告給王敦知道，不過鄧攸接到轉會稽太守詔命後已離府還家，不再知護軍將軍府事。有人厭惡鄧攸，就誣稱鄧攸還向王敦報告兵力。明帝有所聽聞但不信，又轉鄧攸為太常。可是，明帝南郊祭天時鄧攸因病不能跟隨，而明帝車駕路過鄧攸府中時就特意詢問其病況，鄧攸還勉強走出來拜見明帝。而這就遭彈劾他稱病不跟隨郊祀卻能走到路上出拜，因遭免官。
太寧三年（325年）閏八月，鄧攸任尚書左僕射，咸和元年四月甲子（326年5月22日）去世。朝廷贈光祿大夫，加金章紫綬，以少牢之禮祭祀。

## 性格特徵
- 鄧攸為人清和平簡，貞正寡欲，在東晉時亦蔬食弊衣，樂於幫助周邊困乏者。性格謙和，亦擅與人交往，來賓不論出身貴賤都一樣對待，不過就對權貴很奉迎。

## 鄧攸無子
鄧攸為養亡弟之子鄧綏而棄養親子，自謂日後再以再生育，不過後來妻子都沒有再懷孕。在東晉，鄧攸曾經納過一位妾侍，還很寵愛她，但當問及其家人時，妾稱她是北來人，報上父母之名後鄧攸竟發現那是其外甥女。鄧攸對此甚為悔恨，亦再無納妾。鄧攸無嗣而終，當時人都哀嘆：「天道無知，使鄧伯道無兒。」不過，犧牲了親子而養大的侄兒鄧綏就為了鄧攸守了三年喪。

## 家庭

### 妻
- 賈氏，賈混女

## 延伸阅读
[在维基数据编辑]
 《晉書·卷090》，出自房玄齡《晉書》